# ساموناس
ساموناس (اليونانية: Σαμῶνας ق. 875 - بعد 908) عربي وقع في أسر البيزنطيين وأخصوه لاستعباده، ولكنه وأصبح أحد أكثر المسؤولين نفوذًا في الإمبراطورية البيزنطية خلال العقد الأول من القرن العاشر.

## السيرة
وُلِد ساموناس في حوالي عام 875 في ملطية، ويبدو أنه كان ابنًا لعائلة مرموقة (كان والده سفيرًا لدى بيزنطة في عام 908). قبض البيزنطيون عليه، فأخصوه وأصبح عبدًا في منزل ستيليانوس زاوتزيس [الإنجليزية]، رئيس الوزراء القوي وحمو الإمبراطور ليو السادس الحكيم (حكم من 886 إلى 912). بعد وفاة ستيليانوس وابنته الإمبراطورة زوي زاوتزاينا [الإنجليزية]، في عام 899، خطط أقاربه للإطاحة بليون في محاولة للحفاظ على سلطتهم ونفوذهم. ومع ذلك، كشف ساموناس عن مؤامرتهم إلى ليو: حيث حُرم أفراد عشيرة زاوتزيس من ألقابهم وثرواتهم ونُفوا، لكن ساموناس كوفئ بتلقي ثلث ثروتهم وأخذه إلى الخدمة الإمبراطورية قبقلارًا.

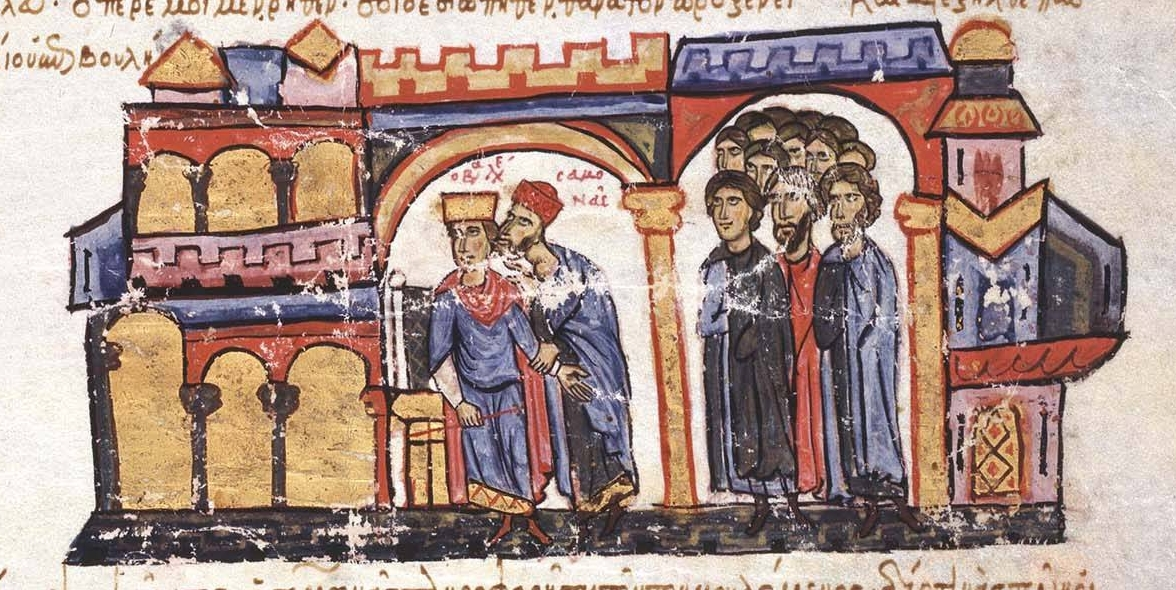
ساموناس يخبر الإمبراطور ليو عن مؤامرة لقتله.

رُقي بسرعة بعد دخوله الخدمة الشخصية لليو، وعُين بروتوسباثاريوس [الإنجليزية] في عام 900. بحلول عام 903، كان قد أصبح على ما يبدو، على حد تعبير شون تافر، "الذراع اليمنى الموثوق بها لليو". ويبدو أنه كان متورطًا بشكل خاص في قضايا الأمن والاستخبارات، وهو الدور الذي أكد عليه العديد من العلماء الذين تناولوا حياته. في عام 904، تورط ساموناس في حادثة غريبة: بحجة زيارة دير، هرب من القسطنطينية وتوجه إلى الشرق، على أمل الوصول إلى موطنه الأصلي والروجوع إلى العالم الإسلامي على ما يبدو. ومع ذلك، فقد مُنع من عبور نهر هاليس، فلجأ إلى دير الصليب المقدس في سيريشا. وهناك، قبض عليه في النهاية قسطنطين دوكاس [الإنجليزية]، وقُدم للمحاكمة أمام مجلس الشيوخ البيزنطي. على الرغم من أنه لم يُبرّأ، إلا أن استمرار دعم الإمبراطور له يعني أنه عوقب بشكل خفيف فقط بأربعة أشهر من الإقامة الجبرية.
بمجرد إطلاق سراحه، استأنف ساموناس مسيرته المهنية الصاعدة: عُين بطريقًا، وهي أعلى رتبة في المحكمة مفتوحة للخصيان، وعُين بروتوفستياريوس [الإنجليزية]. وقد حدثت علامة غير عادية أخرى على التفضيل الإمبراطوري في عام 906، عندما أصبح ساموناس عرابًا لابن ليو ووريثه، قسطنطين. في عامي 906 و907، لعب دورًا مهمًا ولكن غامضًا في العار والانشقاق والوفاة النهائية للقائدين أندرونيكوس دوكاس [الإنجليزية] (والد قسطنطين دوكاس الذي اعتقل ساموناس في عام 904) وإوستاثيوس أرجيروس. وفي الوقت نفسه، طوال المواجهة المطولة بين ليو وبطريرك القسطنطينية نقولا ميستيكوس بشأن رباعية الإمبراطور، كان ساموناس الداعم الرئيس لليو. كعلامة على الامتنان، ربما بعد خلع ميستيكوس في أوائل عام 907، رُقي إلى منصب الخصي الأعلى برقمنس [الإنجليزية]، والذي ظل شاغرًا منذ نهاية عهد ميخائيل الثالث (حكم من 842 إلى 867).

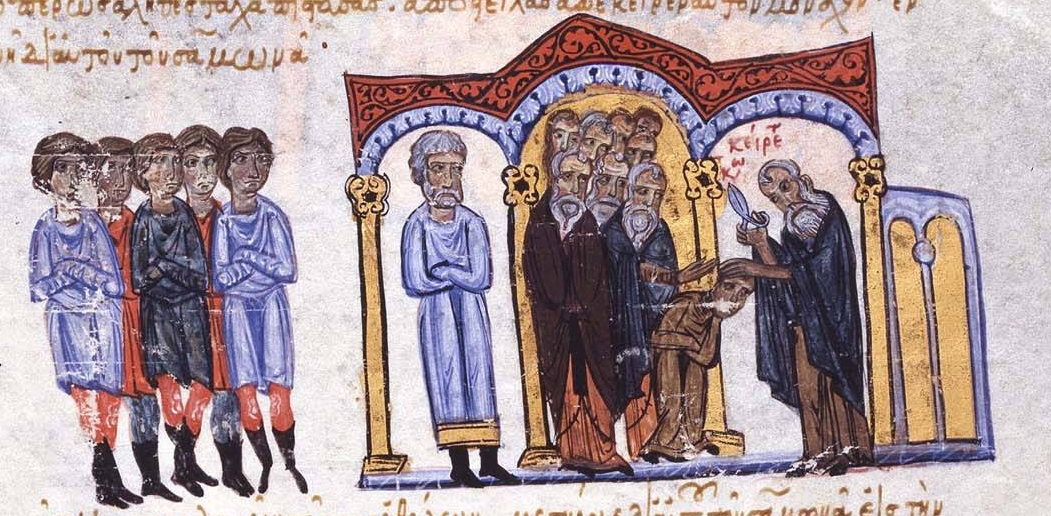
حلق شعر قسطنطين البافلاغوني بأمر من ساموناس، من لوحة مصغرة من مدريد سكايليتزيس

رغم ترقّي ساموناس هذا، إلا أنه سقوطه سيأتي بسرعة. ففي عام 907، وفي محاولة لكسب ود زوجة ليو الرابعة، زوي كاربونوبسينا، قدم لها هدية في شخص خادمه، قسطنطين بارباروس [الإنجليزية]. ومع ذلك، مع تزايد إعجاب الزوجين الإمبراطوريين بقسطنطين، بدأ ساموناس يخشى على نفوذه ومكانته. ادعى في البداية أن قسطنطين والإمبراطورة كانا على علاقة غرامية. صدق ليون هذه الاتهامات في البداية، وأمر بنفي قسطنطين إلى دير. لكن سرعان ما بدأ ليو يفتقد مفضله الجديد، فأعاده إلى خدمته في القصر. ثم لجأ ساموناس إلى خطة أخرى: فقد أخرج مع سكرتيره كتيبًا يُفترض أن قسطنطين هو من كتبه، وكان يسيء فيه إلى الإمبراطور، ورتب ليو أن يقرأه. لكن مكائده انكشفت على يد أحد زملائه المتآمرين، فطُرد ساموناس، وحُلق شعر [الإنجليزية]، ونُفي إلى دير مارتيناكيوس في صيف عام 908. خلفه قسطنطين برقمنس [الإنجليزية] للإمبراطور . لا يوجد أي شيء آخر معروف عنه.

## التحليلات
إذا كان المؤرخون يعتبرون ستيليانوس زاوتزيس تقليديًا هو الذي هيمن على النصف الأول من حكم ليو، فإن ساموناس غالبًا ما يُشار إليه باعتباره الشخصية المهيمنة في النصف الثاني، أي الفترة من حوالي عام 900 حتى سقوطه في عام 908. ومع ذلك، وفقًا للباحث البيزنطي شون تافر، ففي كلتا الحالتين يبدو أن مدى القوة والنفوذ الذي مارسه هؤلاء المسؤولون على ليو كان مبالغًا فيه. ويرجع هذا جزئيًا إلى العداء تجاههم في المصادر اللاحقة، ورغبة بعضهم في إلقاء اللوم في إخفاقات الحكم على مرؤوسي ليو المفترضين الأقوياء. وزعم تافر أن الصعود التدريجي والسقوط المفاجئ لساموناس يوضحان أنه بعيدًا عن التوافق مع صورته التقليدية للإمبراطور الضعيف الذي يسهل السيطرة عليه، ظل ليو مسيطرًا: لقد كانت رعاية الإمبراطور الواعية ودعمه هو الذي أعطى هؤلاء الرجال قوتهم العظيمة، وعندما تم سحبها، اختفت سلطتهم. كما شكك تافر في دور ساموناس باعتباره "رئيس أمن" ليو، وهي وجهة نظر تبناها عدد من العلماء (وأبرزهم روميلي جينكينز [الإنجليزية])، لأنها تعتمد بشكل أساسي على أدلة أدبية ظرفية من سيرة ذاتية لاحقة معادية بشكل واضح.

### الاستشهادات
1. 1 2 3 4 5 6  Kazhdan 1991، صفحة 1835.
2. ↑  Tougher 1997، صفحة 215.
3. 1 2  Tougher 1997، صفحة 197.
4. ↑  Kazhdan 1991، صفحة 2220; Tougher 1997، صفحات 149, 197.
5. ↑  Tougher 1997، صفحات 208–209, 214–215.
6. ↑  Tougher 1997، صفحات 198, 209.
7. ↑  Tougher 1997، صفحة 198.
8. ↑  Tougher 1997، صفحات 209–210, 213.
9. ↑  Tougher 1997، صفحات 160, 198.
10. ↑  Tougher 1997، صفحة 200.
11. ↑  Tougher 1997، صفحات 200–201.
12. ↑  Tougher 1997، صفحات 198, 201.
13. ↑  Tougher 1997، صفحات 89, 198.
14. ↑  Tougher 1997، صفحات 97, 234.
15. ↑  Tougher 1997، صفحات 234–235.
16. ↑  Tougher 1997، صفحات 197, 214.